# Belén de Uña Marzo
Belén de Uña (Madrid, 3 de agosto de 1993) es una futbolista española. Juega de portera y su equipo actual es el Futsi Atlético Navalcarnero de la Primera División de fútbol sala femenino de España. Fue elegida como mejor portera de fútbol sala del mundo en los años 2015 y 2016. En el año 2014 fue la cuarta mejor jugadora del mundo, en ese año no se diferenciaba entre porteras y jugadoras de campo, siendo la mejor de las jugadoras de su posición, y en el año 2013 también estaba nominada.

## Trayectoria
Debutó en División de Honor el día 6 de junio de 2009, cuando tan sólo contaba con 15 años, en el partido Encofra Navalcarnero ante el Rioja Diamante, en el Pabellón La Estación de Navalcarnero. Posteriormente jugó en el FSF Móstoles, Futsi Atlético Navalcarnero y AD Alcorcón FSF. En la temporada 2019-20 vuelve al Futsi Atlético Navalcarnero.

## Selección nacional
Fue convocada por vez primera a la selección española femenina de fútbol sala, en el torneo de Moscú de 2011.

## Estadísticas

### Clubes
Actualizado al último partido jugado el 26 de junio de 2022.
| Club | Div.          | Temporada     | Liga  | Liga  | Liga       | Liga      | Copas nacionales(1) | Copas nacionales(1) | Copas nacionales(1) | Copas nacionales(1) | Torneos internacionales(2) | Torneos internacionales(2) | Torneos internacionales(2) | Torneos internacionales(2) | Total(3) | Total(3) | Total(3)   | Total(3)  |
| Club | Div.          | Temporada     | Part. | Goles | Amonestado | Expulsado | Part.               | Goles               | Amonestado          | Expulsado           | Part.                      | Goles                      | Amonestado                 | Expulsado                  | Part.    | Goles    | Amonestado | Expulsado |
| --- | ------------- | ------------- | ----- | ----- | ---------- | --------- | ------------------- | ------------------- | ------------------- | ------------------- | -------------------------- | -------------------------- | -------------------------- | -------------------------- | -------- | -------- | ---------- | --------- |
| Futsi Atlético Navalcarnero · España |               |               |       |       |            |           |                     |                     |                     |                     |                            |                            |                            |                            |          |          |            |           |
| 1.ª |               |               |       |       |            |           |                     |                     |                     |                     |                            |                            |                            |                            |          |          |            |           |
| 2008-09 | 1             | 0             | 0     | 0     | 0          | 0         | 0                   | 0                   | -                   | -                   | -                          | -                          | 1                          | 0                          | 0        | 0        |            |           |
| 2009-10 | 14            | 0             | 0     | 0     | 0          | 0         | 0                   | 0                   | -                   | -                   | -                          | -                          | 14                         | 0                          | 0        | 0        |            |           |
| Total club | Total club    | 15            | 0     | 0     | 0          | 0         | 0                   | 0                   | 0                   | -                   | -                          | -                          | -                          | 15                         | 0        | 0        | 0          |           |
| FSF Móstoles · España |               |               |       |       |            |           |                     |                     |                     |                     |                            |                            |                            |                            |          |          |            |           |
| 1.ª |               |               |       |       |            |           |                     |                     |                     |                     |                            |                            |                            |                            |          |          |            |           |
| 2010-11* | 15            | 0             | 3     | 0     | 0          | 0         | 0                   | 0                   | -                   | -                   | -                          | -                          | 15                         | 0                          | 3        | 0        |            |           |
| 2011-12 | 30            | 0             | 5     | 0     | 4          | 0         | 0                   | 0                   | -                   | -                   | -                          | -                          | 34                         | 0                          | 5        | 0        |            |           |
| 2012-13 | 24            | 1             | 0     | 0     | 1          | 0         | 0                   | 0                   | -                   | -                   | -                          | -                          | 25                         | 1                          | 0        | 0        |            |           |
| Total club | Total club    | 69            | 1     | 8     | 0          | 5         | 0                   | 0                   | 0                   | -                   | -                          | -                          | -                          | 74                         | 1        | 8        | 0          |           |
| Futsi Atlético Navalcarnero · España |               |               |       |       |            |           |                     |                     |                     |                     |                            |                            |                            |                            |          |          |            |           |
| 1.ª |               |               |       |       |            |           |                     |                     |                     |                     |                            |                            |                            |                            |          |          |            |           |
| 2013-14 | 29            | 1             | 2     | 0     | 4          | 0         | 0                   | 0                   | -                   | -                   | -                          | -                          | 33                         | 1                          | 2        | 0        |            |           |
| 2014-15 | 26            | 0             | 2     | 0     | 3          | 0         | 0                   | 0                   | -                   | -                   | -                          | -                          | 29                         | 0                          | 2        | 0        |            |           |
| Total club | Total club    | 55            | 1     | 4     | 0          | 7         | 0                   | 0                   | 0                   | -                   | -                          | -                          | -                          | 62                         | 1        | 4        | 0          |           |
| AD Alcorcón FSF · España |               |               |       |       |            |           |                     |                     |                     |                     |                            |                            |                            |                            |          |          |            |           |
| 1.ª |               |               |       |       |            |           |                     |                     |                     |                     |                            |                            |                            |                            |          |          |            |           |
| 2015-16 | 28            | 0             | 1     | 0     | 1          | 0         | 0                   | 0                   | -                   | -                   | -                          | -                          | 29                         | 0                          | 1        | 0        |            |           |
| 2016-17 | 27            | 1             | 0     | 0     | 2          | 0         | 0                   | 0                   | -                   | -                   | -                          | -                          | 29                         | 1                          | 0        | 0        |            |           |
| 2017-18 | 25            | 0             | 0     | 0     | 1          | 0         | 0                   | 0                   | -                   | -                   | -                          | -                          | 26                         | 0                          | 0        | 0        |            |           |
| 2018-19 | 28            | 0             | 0     | 0     | 2          | 0         | 0                   | 0                   | -                   | -                   | -                          | -                          | 30                         | 0                          | 0        | 0        |            |           |
| Total club | Total club    | 108           | 1     | 1     | 0          | 6         | 0                   | 0                   | 0                   | -                   | -                          | -                          | -                          | 114                        | 1        | 1        | 0          |           |
| Futsi Atlético Navalcarnero · España |               |               |       |       |            |           |                     |                     |                     |                     |                            |                            |                            |                            |          |          |            |           |
| 1.ª |               |               |       |       |            |           |                     |                     |                     |                     |                            |                            |                            |                            |          |          |            |           |
| 2019-20 | 23            | 0             | 1     | 0     | 4          | 0         | 0                   | 0                   | -                   | -                   | -                          | -                          | 27                         | 0                          | 1        | 0        |            |           |
| 2020-21 | 24            | 0             | 0     | 1     | 4          | 0         | 0                   | 0                   | -                   | -                   | -                          | -                          | 28                         | 0                          | 0        | 1        |            |           |
| 2021-22 | 28            | 0             | 0     | 0     | 3          | 0         | 0                   | 0                   | -                   | -                   | -                          | -                          | 31                         | 0                          | 0        | 0        |            |           |
| Total club | Total club    | 75            | 0     | 1     | 1          | 11        | 0                   | 0                   | 0                   | -                   | -                          | -                          | -                          | 86                         | 0        | 1        | 1          |           |
| Total carrera | Total carrera | Total carrera | 322   | 3     | 14         | 1         | 29                  | 0                   | 0                   | 0                   | -                          | -                          | -                          | -                          | 351      | 3        | 14         | 0         |
| (1) Incluye datos de Copa de España / Supercopa de España. (2) Incluye datos de Campeonato de Europa de Clubes. (3) No incluye datos de partidos amistosos. |               |               |       |       |            |           |                     |                     |                     |                     |                            |                            |                            |                            |          |          |            |           |

Nota: En la temporada 2010-11 faltan por comprobar 8 jornadas

## Palmarés y distinciones
- Liga española: 3

2013-14, 2014-15 y 2021-22
- Copa de España: 3

2012, 2014, 2015
- Supercopa de España: 3

2010, 2013, 2014
- UMBRO Futsal Awards (como mejor portera): 2

2015, 2016